# Aktivitätssensor

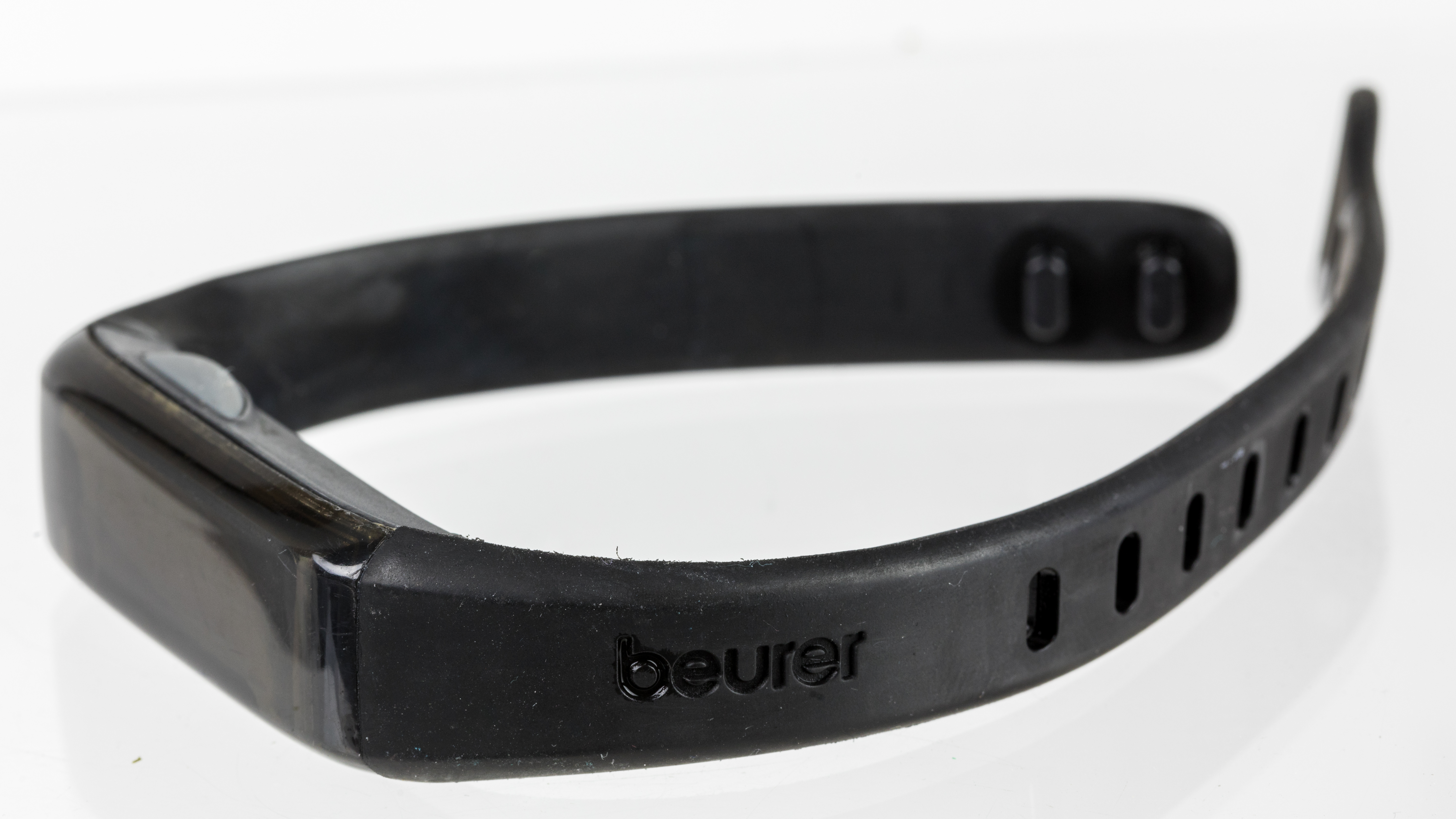
Aktivitätssensor Beurer AS80

Ein Aktivitätssensor oder auch Bewegungsmesser ist ein kleines elektronisches Gerät zur Messung und Aufzeichnung körperlicher Bewegung über einen längeren Zeitraum. Die Messung basiert auf einem integrierten Beschleunigungssensor, der die Beschleunigung am Körper dort misst, wo der Sensor befestigt ist. 

## Geschichte und Entwicklung
Die ersten Aktivitätssensoren kamen in den 1980er Jahren in den USA auf den Markt und konnten ein- und zweidimensional die Beschleunigung am Körper messen. Neuere Geräte messen dreidimensional in allen räumlichen Achsen. Seit Mitte dieses Jahrzehnts beginnt sich die Technologie auch in Europa zu verbreiten. Bisher wird sie hauptsächlich in Forschung und Medizin für Studien genutzt, aber eine Massenverbreitung als täglicher Energieverbrauchszähler und Bewegungsmesser ist zu erwarten, sobald die Preise der häufig noch mehrere Hundert Euro teuren Geräte fallen.

## Arbeitsweise
Aus der Beschleunigungsmessung leiten die Geräte unterschiedliche Aktivitätsklassen oder -zonen ab. Viele US-amerikanische Geräte unterscheiden zwischen leichter, moderater und starker Bewegung. Europäische Geräte unterscheiden dagegen beispielsweise aktive Bewegung (ohne Schritte) und verschiedene Laufgeschwindigkeiten als Klassen (langsam, schnell, sportlich) oder niedrigere und höhere Aktivitätszonen nach der Intensität der Bewegung. In den Auswertungen werden zum Beispiel angezeigt
- Tagesprofile zur körperlichen Aktivität
- Energieverbrauch
- Schrittzahl
- zurückgelegte Distanzen
- Höhenmessung

Benutzerbezogene Werte wie Größe, Körpergewicht, Alter und Schrittweiten müssen im Gerät vorher eingestellt werden. Anzahl und Detaillierungsgrad der Auswertungen sind bei verschiedenen Geräten unterschiedlich. Bei der Produktgestaltung gibt es unterschiedliche Konzepte. Manche Geräte werden am Oberarm oder Handgelenk getragen andere am Gürtel. Das Tragen am Gürtel bringt nach wissenschaftlichen Studien die genauesten Messergebnisse, da der Messpunkt am dichtesten am Körperschwerpunkt liegt. Aktivitätssensoren können ein sehr breites Spektrum von Messwerten erfassen. Einige Geräte sind in der Lage, neben der Aktivität und der Schrittzählung auch zurückgelegte Entfernungen und die durch körperliche Aktivität verbrauchte Nahrungsenergie zu berechnen. Ist eine Schrittzählung integriert, so ist diese wesentlich genauer als bei konventionellen Schrittzählern, da sie auch das Erfassen sehr langsamer und kleiner Schritte ermöglicht. Aktivitätssensoren zeichnen die Aktivität im internen Speicher über mehrere Tage auf. Manche besitzen ein kleines Display, bei anderen Geräten müssen die erfassten Daten auf einen PC übertragen werden, um ausgewertet zu werden. Die für die Medizin konzipierten Geräte haben teilweise eine telemetrische Übertragungsmöglichkeit – beispielsweise per Bluetooth – integriert, sodass aufgezeichnete Werte direkt zum Arzt, Betreuer, Telemedizinischen Zentrum oder in ein Krankenhaus übertragen werden können.